# Kurd Laßwitz
Kurd Laßwitz, född 20 april 1848 i Breslau, död 17 oktober 1910 i Gotha, tysk science fiction-författare och filosof.
Laßwitz studerade matematik och fysik och blev 1876 gymnasielärare i Gotha. 1884 blev han professor.